# Национална галерија у Лондону
Национална галерија у Лондону (енгл. National Gallery) је државна галерија уметности Уједињеног Краљевства у Лондону. Налази се на северној страни трга Трафалгар. У њој је једна од најзначајнијих светских колекција западноевропског сликарства из периода 1250-1900. Сликарство каснијих епоха се чива у Модерној Тејт галерији. Стално је изложено око 2300 дела. Колекција је релативно мала, у поређењу са другим европским националним галеријама, али веома квалитетна. Годишње је посети 4-5 милиона посетилаца. Улаз у галерију је бесплатан, а посетиоци могу да дају добровољне прилоге.
Национална галерија је основана 1824, када је британска влада откупила збирку руског банкара Јулијуса Ангерштајна (36 слика). Касније је збирка допуњена поклонима донатора који данас чине њене две трећине. Збирка је мања од многих европских националних галерија, али је енциклопедијског обима; већина великих догађаја у западном сликарству „од Ђота до Сезана“ представљена су важним делима. Некада се тврдило да је ово једна од ретких националних галерија која је имала сва своја дела на сталној поставци, али то више није случај. Галерија се уселила у садашњу зграду 1838. Њу је пројектовао Вилијам Вилкинс у стилу неокласицизма. Од 1906. галерија купује дела средствима из националног фонда за куповину уметничких дела. Од године 1917. збирка садржи и дела импресиониста. Зграда је више пута проширивана, последњи пут источним крилом 2004, али се данас сматра претесном и неадекватном за своју колекцију.
Галерија је изузета добротворна организација и нересорно јавно тело Одељења за дигиталне послове, културу, медије и спорт. Њена збирка припада влади у име британске јавности, и улаз у главну збирку је бесплатан. Године 2020, због пандемије Ковида-19, Национална галерија је привукла само 1.197.143 посетилаца, што је пад од 50 одсто у односу на 2019. годину, али је и даље заузела осмо место на листи најпосећенијих музеја уметности у свету.

## Историја

### Покретање Националне галерије
Крајем 18. века дошло је до национализације краљевских или кнежевских уметничких збирки широм континенталне Европе. Баварска краљевска збирка (сада у Старој пинакотеци, Минхен) отворена је за јавност 1779. године, збирка Медичија у Фиренци око 1789. године (као галерија Уфизи), а Музеј Франсоа у Лувру формиран је од бивше француске краљевске збирке 1793. Велика Британија, међутим, није следила друге европске земље, и британска краљевска збирка и даље остаје у власништву суверена. Године 1777, Британска влада је имала прилику да купи уметничку колекцију међународног ранга, када су потомци сер Роберта Валпола ставили његову колекцију на продају. Посланик Џон Вилкс се залагао да владу купи ово „непроцењиво благо“ и предложио је да се смести у „племениту галерију ... која би била изграђена у пространој башти Британског музеја“. Вилкесова настојања нису уродила плодом, и 20 година касније колекцију је у целости купила Катарина Велика; она се сада налази у Државном музеју Ермитаж у Санкт Петербургу.
План за набавку 150 слика из Орлеанске збирке, која је донета у Лондон на продају 1798. године, такође је пропао, упркос интересовању краља и премијера, Пита Млађег. Двадесет пет слика из те збирке које се сада налазе у Галерији, укључујући „NG1”, стигло је касније различитим путевима. Године 1799, дилер Ноел Десенфанс понудио је готову националну колекцију британској влади; он и његов партнер сер Франсис Боржоа формирали су је за пољског краља, пре него што је Трећа подела 1795. укинула пољску независност. Ова понуда је одбијена и Буржоа је завештао колекцију својој старој школи, Далвич Колеџ. Колекција је отворена 1814. године у првој наменски изграђеној британској јавној галерији, Далвич галерија слика. Шкотски трговац Вилијам Бачанан и колекционар Џозеф Каунт Траксес су формирали уметничке збирке изричито да би служиле као основа за будућу националну колекцију, али су и њихове понуде (обе направљене 1803. године) такође одбијене.
Након Волполове продаје, многи уметници, укључујући Џејмса Барија и Џона Флаксмана, поново су позивали на оснивање Националне галерије, тврдећи да би британска сликарска школа могла да процвета само ако има приступ канону европског сликарства. Британска институција, коју је 1805. основала група аристократских познавалаца, покушала је да допринесе разрешењу ове ситуације. Њени чланови су позајмљивали радове на изложбе које су се мењале годишње, док се у летњим месецима одржавала уметничка школа. Међутим, како су посуђене слике често биле осредње, неки уметници су се згражали над Институцијом и сматрали су то сплетка племства с циљем повећања продајне цене својих слика старих мајстора. Један од оснивача Институције, сер Џорџ Бомон, на крају би одиграо важну улогу у оснивању Националне галерије нудећи на поклон 16 слика.
Године 1823, на тржиште је изашла још једна велика уметничка колекција коју је сакупио недавно преминули Џон Џулијус Ангерштајн. Он је био емигрантски банкар руског порекла са седиштем у Лондону; његова збирка је бројила 38 слика, укључујући дела Рафаела и Хогартову серију Помодног брака. Дана 1. јула 1823. Џорџ Ејгар Елис, виговски политичар, предложио је Доњем дому да откупи збирку. Апелацији је додатни замах дала Бомонова понуда која је дошла са два услова: да влада купи Ангерштајнову збирку и да се пронађе одговарајућа зграда. Неочекивана отплата ратног дуга од стране Аустрије коначно је покренула владу да откупи Ангерштајнову збирку, за 57.000 фунти.

## Галерија
- Јан ван Ајк: Супружници Арнолфини
- Ханс Холбајн: Амбасадори
- Леонардо да Винчи: Богородица међу стенама
- Тицијан: Бахус и Аријадна
- Дијего Веласкез: Венера испред огледала (Рокеби венера)
- Томас Гензбро: Господин и госпођа Ендруз
- Вилијам Тарнер: Бојни брод Темерер
- Ван Гог: Сунцокрети